# Тања Милановић
Тања Милановић (15. јун 1977, Љубљана) је бивша српска рукометашица. Играла је на позицији левог бека.
Прве рукометне кораке направила је у Олимпији из Љубљане. Са петнаест година сели се у Крушевац где од 1991. наставља каријеру у Рукометном клубу Напредак, а од тада почиње и њена репрезентативна каријера. Са Напретком је освојила државни куп и европски Челенџ куп 1998/99.
Од 1999. до 2003. играла је у Португалији за клуб Мадеира Андебол. Освојила је четири титуле државног првака и 3 национална купа. Од 2003. играла је за већи број клубова у Данској као што су Рандерс, Митиленд, Копенхаген, Фредериксберг. У сезони 2006/07. била је најбољи стрелац данске лиге и проглашена је најбољом играчицом Данске у тој сезони. Каријеру је завршила 2010.
Дебитовала је за репрезентацију са седамнаест година. Играла је на два Светска и три Европска првенства. На Светском првенству 2001. у Италији освојила је бронзану медаљу.
За најбољег спортисту Крушевца пороглашена је 1995. године.